# Xystroceroides
Xystroceroides is een kevergeslacht uit de familie van de boktorren (Cerambycidae). De wetenschappelijke naam van het geslacht werd voor het eerst geldig gepubliceerd in 1948 door Lepesme.

## Soorten
Xystroceroides is monotypisch en omvat slechts de volgende soort:
- Xystroceroides burgeoni Lepesme, 1948